# Hal Clement
Hal Clement, pseudonimo di Harry Clement Stubbs (Somerville, 30 maggio 1922 – Milton, 29 ottobre 2003), è stato uno scrittore di fantascienza statunitense.

## Biografia
Nato a Somerville nel Massachusetts, dopo aver studiato all'Università di Harvard, dove ottenne il bachelor in astronomia, e aver condotto studi in chimica, inizia la sua carriera come scrittore di fantascienza e sin dal primo racconto pubblicato si mette in luce come autore caratterizzato da un approccio molto rigoroso nell'estrapolazione scientifica. Esordisce con il racconto Proof, pubblicato nel giugno 1942 sulla rivista Astounding Science Fiction. La sua opera più famosa resta il romanzo Stella doppia 61 Cygni (Mission of Gravity, 1954). Altre opere degne di nota sono Luce di stelle (Star Light) che nel 1971 fu candidata al premio Hugo per il miglior romanzo e Il cerchio di fuoco (Cycle of Fire). Interessante è anche il romanzo del 1950 Strisciava sulla sabbia (Needle), che avrà un seguito nel 1978, La cura impossibile, (Through the Eye of a Needle), e che rappresenta un buon esempio di juvenile, genere nel quale nel corso degli anni cinquanta e sessanta furono attivi molti importanti scrittori di fantascienza americani (tra i quali si segnalano Robert A. Heinlein, Isaac Asimov e Lester Del Rey.
Nell'articolo Whirligig World, pubblicato originariamente su Astounding Science Fiction nel giugno del 1953, Clement descrive il suo approccio nello scrivere una storia di fantascienza:
(Hal Clement (1953), Whirligig World. Astounding Science Fiction.)

## Opere
(parziale; ove tradotte, è indicata la prima edizione italiana)

### Romanzi
- Strisciava sulla sabbia (Needle, 1950), traduzione di Andreina Negretti, Urania 287, Arnoldo Mondadori Editore, 1962.
- Pianeta di ghiaccio (Iceworld, 1953), traduzione di Riccardo Valla, Urania 1048, Arnoldo Mondadori Editore, 1987.
- Stella doppia 61 Cygni (Mission of Gravity, 1954), traduzione di Tom Arno, Urania 59, Arnoldo Mondadori Editore, 1954.
- The Ranger Boys in Space, 1956. (per bambini)
- Il cerchio di fuoco (Cycle of Fire, 1957), traduzione di Mariagrazia Bianchi, Fantapocket 2, Longanesi & C., 1976.
- Coesistenza pacifica (Close to Critical, 1958 su rivista; 1964 in volume), traduzione di Ugo Malaguti, Galassia 83, Casa Editrice La Tribuna, 1967.
- Luce di stelle (Star Light, 1971), traduzione di Giuliano Acunzoli, Urania 1207, Arnoldo Mondadori Editore, 1993 (seguito di Stella doppia 61 Cygni).
- Nati dall'abisso (Ocean on Top, 1973), traduzione di Roberta Rambelli, Saturno. Collana di fantascienza 10, Libra Editrice, 1978.
- Avventura sulla luna (Mistaken for Granted, 1974; romanzo breve), traduzione di Manuela McMillen, in [Ricordando Godzilla e la Luna], Nova SF* a. XV (XXXIII) n. 37 (79), Perseo Libri, 1999.
- La cura impossibile (Through the Eye of a Needle, 1978), traduzione di Delio Zinoni, Urania 1017, Arnoldo Mondadori Editore, 1986 (seguito di Strisciava sulla sabbia)
- The Nitrogen Fix, 1980.
- Enigma 88 (Still River, 1987), traduzione di Riccardo Valla, Urania 1080, Arnoldo Mondadori Editore, 1988.
- Fossil, 1993.
- Half Life, 1999.
- Noise, 2003.

### Raccolte
- Small Changes (titolo ed. paperback Space Lash), 1969. Raccolta di 9 racconti brevi.
- The Essential Hal Clement, Volume 1: Trio for Slide Rule and Typewriter, 1999.
- The Essential Hal Clement, Volume 2: Music of Many Spheres, 2000.
- The Essential Hal Clement, Volume 3: Variations on a Theme by Sir Isaac Newton, 2000.
- Heavy Planet, 2002. (raccolta di storie su Mesklin; ristampa di The Essential Hal Clement, Volume 3)
- Men of the Morning Star/Planet for Plunder, 2011. ISBN 978-1-61287-018-2 (due romanzi brevi, il primo di Edmond Hamilton e il secondo di Hal Clement e Sam Merwin Jr.)
- The Moon is Hell!/The Green World 2012. ISBN 978-1-61287-087-8 (due romanzi brevi, il primo di John W. Campbell Jr. e il secondo di Hal Clement)
- The Time Trap/The Lunar Lichen, 2013. ISBN 978-1-61287-142-4 (due romanzi brevi, il primo di Henry Kuttner e il secondo di Hal Clement)
- Hal Clement SF Gateway Omnibus, 2014. ISBN 978-0575110151 (raccolta dei romanzi Iceworld, Cycle of Fire e Close to Critical)